# Festkörpergehalt
Der Festkörpergehalt beschreibt denjenigen Anteil eines Gemisches, welcher als nicht flüchtig bezeichnet werden kann. Als flüchtige Komponente können organische Lösemittel oder Wasser im Gemisch vorliegen. Der nichtflüchtige Anteil kann aus hochmolekularen organischen Verbindungen (z. B. Bindemittel/Polymere) oder Feststoffen (z. B. Pigmenten) bestehen. Neben der praktischen Bestimmung durch Wiegen, vor und nach dem Trocknen des zu prüfenden Gemisches, kann der Festkörpergehalt auch, bei bekannter Zusammensetzung, berechnet werden. Neben dem Festkörpergehalt ist auch der Begriff „nichtflüchtiger Anteil“ oder „nfA“ in Gebrauch.

## Anwendungsgebiete
Der Begriff des Festkörpergehalt wird in den folgenden Gebieten genutzt bzw. angewandt:
- Lacke und Beschichtungsstoffe
- Bindemittel
- Dispersionen / Polyurethandispersion

## Durchführung und Berechnung
Um den Festkörpergehalt zu bestimmen, wird zunächst ein leeres, temperaturbeständiges Gefäß gewogen [m(Gefäß)]. Anschließend gibt man die Probe, von welcher der Festkörpergehalt bestimmt werden soll, in das Gefäß und wiegt Gefäß inklusive Probe [m(Einwaage)]. Bei sehr hochviskosen Proben kann zusätzlich ein leicht flüchtiges Lösemittel auf die Probe gewogen werden. Die Masse dieses zusätzlichen Lösemittels fließt nicht mit in die Berechnung ein. Nach dem Trocknungsprozess wird die Probe inklusive Schale abermals gewogen [m(Getrocknet)]. Für eine höhere Präzision werden die leeren und getrockneten Schalen vor den entsprechenden Wägungen in einem Exsikkator mit Trockenmittel getrocknet.
Die Berechnung findet gemäß der folgenden Gleichung statt:
{\displaystyle \mathrm {Festkoerpergehalt={\frac {m(Getrocknet)-m(Gefaess)}{m(Einwaage)-m(Gefaess)}}\ in\ \%} }
Werden beispielsweise 3 g Bindemittel in ein Gefäß der Masse 1,7 g eingewogen und nach der Trocknung wiegen Rückstand und Gefäß zusammen 4,0 g, so berechnet sich der Festkörpergehalt wie folgt:
{\displaystyle \mathrm {Festkoerpergehalt={\frac {4\ g-1,7\ g}{4,7\ g-1,7\ g}}=76,67\ \%} }
Mehr Berechnungsbeispiele inklusive statistischen Sicherheiten finden sich in DIN EN ISO 3251.